# Hans Hateboer
Hans Hateboer (* 9. ledna 1994 Beerta) je nizozemský profesionální fotbalista, který hraje na pozici pravého obránce či záložníka za italský klub Atalanta BC a za nizozemský národní tým.

## Klubová kariéra
- THOS (mládež)
- SC Veendam (mládež)
- FC Groningen (mládež)
- FC Groningen 2013–2016
- Atalanta BC 2017–

## Reprezentační kariéra
Hateboer byl členem nizozemských mládežnických výběrů U20 a U21.